# NCSM Wasaga (J162)
Le NCSM Wasaga (pennant number J162) (ou en anglais HMCS Wasaga) est un dragueur de mines de la Classe Bangor lancé pour la Marine royale canadienne et qui a servi pendant la Seconde Guerre mondiale.

## Conception
Le Wasaga est commandé le 23 février 1940 dans le cadre du programme de la classe Bangor de 1939-40 pour le chantier naval de Burrard Dry Dock Co. Ltd. de North Vancouver en Colombie-Britannique au Canada. La pose de la quille est effectuée le 3 septembre 1940, le Wasaga est lancé le 23 janvier 1941 et mis en service le 30 juin 1941.
La classe Bangor doit initialement être un modèle réduit de dragueur de mines de la classe Halcyon au service de la Royal Navy,. La propulsion de ces navires est assurée par 3 types de motorisation: moteur diesel, moteur à vapeur à pistons à double ou triple expansions et turbine à vapeur. Cependant, en raison de la difficulté à se procurer des moteurs diesel, la version diesel a été réalisée en petit nombre.
Les dragueurs de mines de classe Bangor version canadienne déplacent 683 tonnes en charge normale . Afin de pouvoir loger les chaufferies, ce navire possède des dimensions plus grandes que les premières versions à moteur diesel avec une longueur totale de 54,9 mètres, une largeur de 8,7 mètres et un tirant d'eau de 2,51 mètres. Ce navire est propulsé par 2 moteurs alternatifs verticaux à triple détente alimentés par 2 chaudières à tubes d'eau à 3 tambours Admiralty et entraînant deux arbres d'hélices. Le moteur développe une puissance de 2 400 chevaux-vapeur (1 790 kW) et atteint une vitesse maximale de 16 nœuds (30 km/h). Le dragueur de mines peut transporter un maximum de 152 tonnes de fioul.
Leur manque de taille donne aux navires de cette classe de faibles capacités de manœuvre en mer, qui seraient même pires que celles des corvettes de la classe Flower. Les versions à moteur diesel sont considérées comme ayant de moins bonnes caractéristiques de maniabilité que les variantes à moteur alternatif à faible vitesse. Leur faible tirant d'eau les rend instables et leurs coques courtes ont tendance à enfourner la proue lorsqu'ils sont utilisés en mer de face.
Les navires de la classe Bangor sont également considérés comme exiguës pour les membres d'équipage, entassant 6 officiers et 77 matelots dans un navire initialement prévu pour un total de 40.

## Histoire

### Seconde Guerre mondiale
Le Wasaga est mis en service dans la Marine royale du Canada le 30 juin 1941 à Vancouver. Le navire est envoyé sur la côte Est du Canada après sa mise en service et ses essais en mer et arrive à Halifax, en Nouvelle-Écosse, le 10 septembre 1941. Le dragueur de mines est envoyé aux Bermudes pour des travaux d'entretien et, à son retour à Halifax, il est affecté à l'unité locale d'escorte de convoi et de patrouille, la Halifax Force (Force de Halifax). En mars 1942, le Wasaga se joint à la Newfoundland Force (Force de Terre-Neuve), la force de patrouille et d'escorte de convoi opérant à partir de Saint-Jean de Terre-Neuve.
En janvier 1944, le Wasaga est transféré à la Sydney Force (Force de Sydney), la force locale d'escorte et de patrouille opérant depuis Sydney (Nouvelle-Écosse), et reste avec eux pendant un mois avant de partir pour l'Europe en février. À son arrivée à Plymouth en mars, le Wasaga est affecté à la 32e flottille de dragage de mines pour des tâches de dragage de mines liées au débarquement en Normandie. Le dragueur de mines est ensuite transféré à la 31e flottille de dragage de mines, entièrement canadienne. Pendant l'invasion, le Wasaga et ses collègues dragueurs de mines nettoient et marquent des chenaux à travers les champs de mines allemands menant aux plages d'invasion dans le secteur américain. Le 6 juin, la 31e flottille de dragage de mines inspecte et nettoie le chenal 3, accomplissant ainsi sa tâche sans être attaqué par les allemands. Le Wasaga reste avec l'unité jusqu'au 30 septembre 1944, lorsque le dragueur de mines revient au Canada pour un carénage à Charlottetown, sur l'île du Prince-Édouard.
Le Wasaga retourne dans les eaux européennes le 4 février 1945 et rejoint la 31e flottille de dragage de mines à Plymouth. Le 11 avril, le dragueur de mines est endommagé lors d'une collision et doit se retirer des attaques alliées dans la région de l'estuaire de la Gironde,. La 31e flottille de dragage de mines passe les derniers mois de la guerre à nettoyer la Manche.

### Après-guerre
Le Wasaga rentre au Canada en septembre 1945 et est désactivé à Halifax le 6 octobre 1945,. Le navire est désarmé à Shelburne (Nouvelle-Écosse), jusqu'à ce qu'il soit vendu à Marine Industries en 1946 et démantelé pour la ferraille en 1947 à Sorel, au Québec,,

### Honneurs de bataille
- Normandy 1944
- Atlantic 1944

### Participation auxconvois
Le Wasaga a navigué avec les convois suivants au cours de sa carrière:
1. Convoi ON 256

### Commandement
- Lieutenant Commander (Lt.Cdr.) Walter Redford (RCNR) du 30 juin 1941 au 9 mars 1942
- Lieutenant (Lt.) John Buxton Raine (RCNR) du 10 mars 1942 au 13 mai 1943
- Lieutenant (Lt.) James Alexander Dunn (RCNVR) du 14 mai 1943 au 17 juin 1943
- Lieutenant (Lt.) John Buxton Raine (RCNR) du 18 juin 1943 au 22 décembre 1943
- Lieutenant (Lt.) James Henry Green (RCNVR) du 23 décembre 1943 au 6 octobre 1945

Notes:
RCNR: Royal Canadian Naval Reserve
RCNVR: Royal Canadian Naval Volunteer Reserve 